# Горышкино (Нижегородская область)
Горышкино — село в городском округе Перевозский Нижегородской области. Население 20 (2010) человек

## Общая физико-географическая характеристика
Географическое положение
По автомобильным дорогам расстояние до областного центра города Нижнего Новгорода составляет 110 км, до административного центра города Перевоз — 15 км.
Часовой пояс
Горышкино, как и вся Нижегородская область, находится в часовой зоне МСК (московское время). Смещение применяемого времени относительно UTC составляет +3:00.

## История
До 31 мая 2017 года входило в состав Тилининского сельсовета.

## Население
| 2002 | 2010 |
| ---- | ---- |
| 10   | ↗20  |

Национальный состав
Согласно результатам переписи 2002 года, в национальной структуре населения русские составляли 100% из 10 человек.